# 경복대학교
경복대학교(京福大學校, Kyungbok University)는 경기도 남양주시와 포천시에 위치한 대한민국의 사립 전문대학이다.

## 연혁
경복대학교는 전재욱 박사가 설립한 학교법인 동성학원이 1991년 11월 설립한 경성전문대학이 모태이다. 경기도 포천시에 교사가 위치하며, 이듬해 3월 개교했다. 1998년 6월 경복대학으로 교명을 변경하고, 2002년 개교 10주년을 맞이하였다.
2006년 3월, 경기도 남양주시에 캠퍼스를 설치했다. 2011년 경복대학교로 교명을 변경했다. 2013년 남양주캠퍼스를 개교하며 대학 발전의 새로운 전기를 맞이하였다.

## 개설 학과·전공
경복대학교는 전문대학으로, 일부 과정을 제외하고 전문학사 학위를 수여하는 학부 과정만 편제되어 있다. 다만, 일부 학과에 대하여 학사 학위 과정을 수여하는 전공심화 과정이 편제되어 있다.

## 교육 방침상의 특징

### 취업 보장형 학과
경복대학교는 각 기업체와 협약을 체결하는 산학협약을 통해 1명의 졸업자에게 3개 산업체의 취업 지원을 약속하는 학과를 운영하고 있다. 2023년 현재 16개 학과를 지정하여 운영하고 있다.

## 캠퍼스
경복대학교는 경기도 소재 사립 전문대학으로, 남양주시와 포천시에 각각 캠퍼스를 두고 있다.

### 남양주캠퍼스
경복대학교 남양주캠퍼스는 진접읍에 위치하며 약 14만m2의 교지가 있다. 2006년, 새롭게 조성한 캠퍼스로써 현재는 본부캠퍼스의 역할을 수행하고 있다. 8개 건축물이 위치하고 있으며, 캠퍼스 남동편의 경복대로를 통해 정문으로 접근이 가능하다. 그 외에 삼면은 벌안산 등 산지에 둘러싸여 있다.

#### 건축물 목록

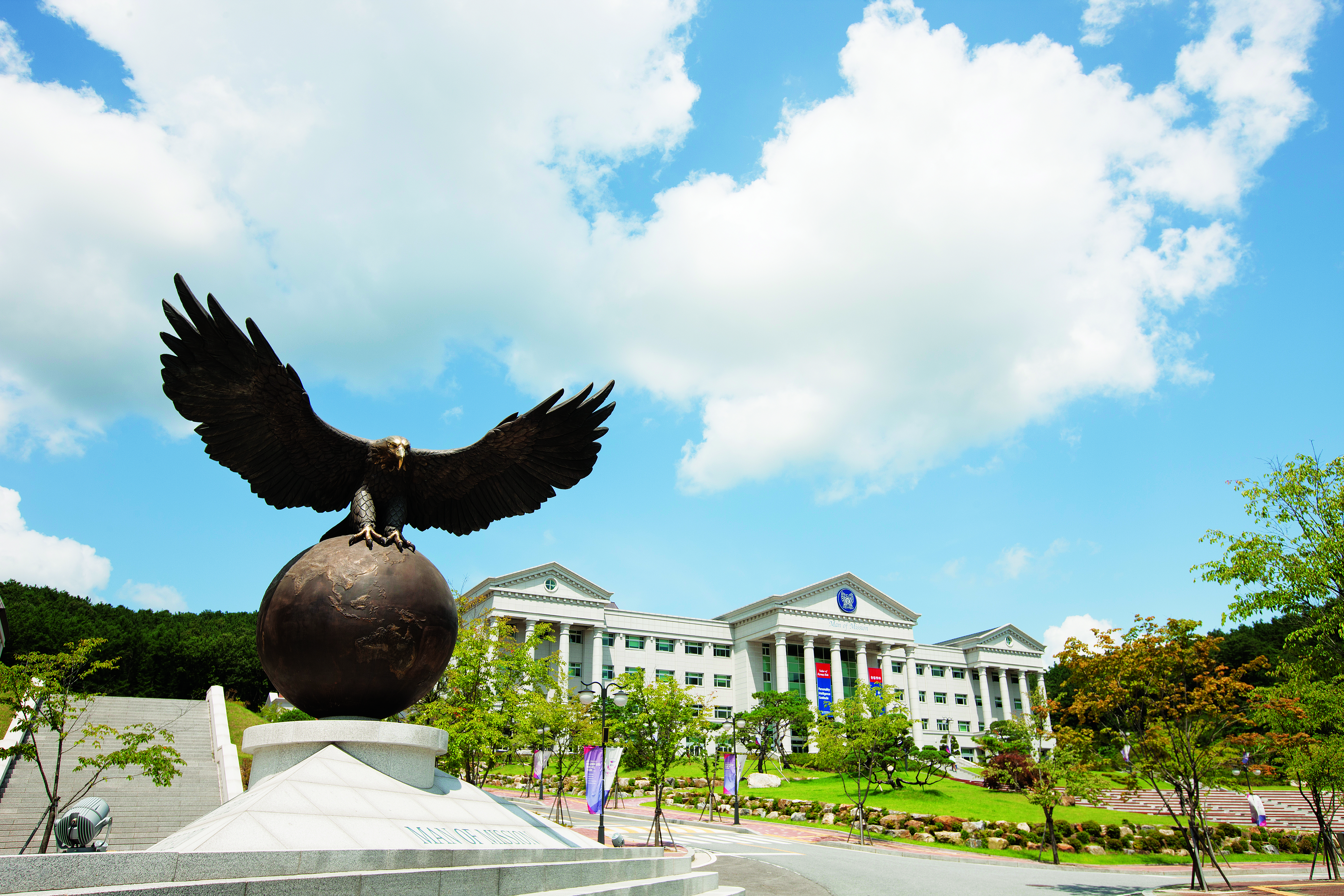
경복대학교 남양주캠퍼스 전경 씨호크

- 우당관: 대학 본부 건물로, 도서관, 행정센터, 총장실, 이사장실이 있다. 1층부터 2층까지는 도서관으로 1층엔 자율열람실, E-라운지, 멀티미디어룸, 스터디룸이 있으며, 2층에서는 일반도서, 전공도서 열람, 대출이 가능하다. 3층엔 행정센터로 사무국, 기획처, 디지털정보처, 홍보센터 등 교내 행정센터 외에도 국제회의실이 있다. 그리고 맞은편에 유아교육학과 사무실이 있으며, 아동발달창의놀이센터(유아교육학과 실습센터)가 있다. 4층엔 총장실, 다목적실, VIP실, 이사장실, 다목적실(회의실)이 있다. 5층엔 PBL 교육실습 평가인증센터 실습실로 유아교육학과 전용 실습실이다.

- 창조관: 1층에 카페테리아(아젤리아), 로봇무인커피, 학생성공센터(학생행정센터)가 입주해 있다. 그리고 2층부터 4층까지 순서대로 친환경건축학과, 드론건설환경학과, 빅데이터과, 시각디자인과, 영상미디어콘텐츠과, 공간디자인학과 사무실이 위치해있으며, 3층엔 4차산업 인재양성 현장맞춤형 실습센터인 미디어 아트 센터(VR, AR, 크로마키 실습 가능), 4층엔 미래공간융합디자인센터(VR/3D 모델링 스테이션 등)이 있다. 이 밖에도 5층엔 자율학습이 가능한 스카이 라운지가 있다.

- 문화관: 문화관은 1층에 대강당인 우당아트홀, 소강당인 그랜드 홀, 분장실, 연기실습실, 공연예술학과 현장맞춤형 실습센터 KUM이 있다. 문화관에 위치한 학과는 공연예술학과, 실용음악학과, 복지행정과가 있으며, 연기실습실 외에도 녹음실, 방송실, 분장실, 컴퓨터 음악실, 1인 피아노 개인 연습실, 강의실이 마련되어 있다.

- 체육관: 체육관은 문화관과 하나의 통로로 이어져 있으며, 체육관 지하엔 뮤지컬 연습실, 피트니스실, PX실, 남녀 샤워실이 마련되어 있다. 체육대회나 입학식이 주로 열리는 공간이다.

- 충효관: 충효관은 정문 바로 옆에 위치한 건물로, 반려동물보건과, 물리치료학과, 작업치료과, 평생교육대학, 산학협력업체, 창업혁신센터가 위치해있다. 1층엔 반려동물보건과의 임상병원실습실이 완공중이며, 이후 2층, 3층엔 첨단건강과학센터가 위치해있다. 물리치료학과와 작업치료학과가 쓰는 곳으로 해당 센터에는 신경계치료, 인지치료, 아동치료, 재활공학센터 등 실제 임상과 똑같은 실습센터가 마련되어 있다. 이후 4층부터는 경복대학교와 MOU를 맺은 업체들이 입주해있으며, 5층엔 창업을 진행하는 학생들이 사용할 수 있는 KBU 창업스튜디오, 창업혁신센터가 있다.

- 선덕관: 선덕관은 우당관 바로 옆에 위치해있으며, 해당 선덕관에 가장 많은 여러 학과가 위치해있다. 소프트웨어융합과, 서비스경영과, 빅데이터과, 호텔관광학과, 항공서비스학과, 뷰티코스메틱과, 약손피부 미용과, 준오헤어디자인과가 있으며, 각 층별로 최신의 실습센터들이 마련되어 있다. 지하에는 3D 프린팅센터, 창의 IT센터(소프트웨어융합과, 빅데이터과) 1층엔 컴퓨터실습실, 세계인홀, 창조인홀(대형강의실), 2층엔 창작스튜디오, 전문인홀, 지성인홀(대형PC강의실), 3층엔 K-메디컬 실습실, 뷰티션 실습실, 메디컬 비만(체형)실습실(의료미용과), ADL 실습실(의료복지과), 4층엔 글로벌 뷰티션 센터(약손토탈케어, KBU 뷰티센터, 기능사 스타일리스트존, 전문가 스타일리스트존, 원스탑 헤드스파존, 마스터 스타일리스트존) - 준오헤어, 약손피부미용, 뷰티코스메틱과, 5층엔 CRS 실습실, 데이터 비즈니스 융합센터 - 리테일 플랫폼 4.0, 빅데이터 LAP가 위치. (서비스경영과, 호텔관광학과) 6층엔 글로벌 뷰티션센터(디자이너 스타일리스트존), 이미지메이킹실, 항공서비스과 MOCK-up (실제 항공기모형실습센터), 식음료 실습실(바리스타 교육 등 - 호텔관광), 항공서비스학과가 사용하고 있다.

- 지운관: 지운관엔 간호학과, 임상병리과, 치위생과가 있으며, 혁신사업단, 산학협력단이 위치해 있다. 1층엔 피오니(카페테리아)와 카페라리(교내 카페)가 있으며, 맞은 편에 도서 라운지(세미나실, 자율열람실)가 있다. 2층부터 3층까지는 건강간호 과학센터, 기초건강사정 실습실 1,2로 간호학과 전용 실습실이 있으며, 4층엔 기초건강사정 실습실, 기본간호학 실습실, 기본임상술기 센터, 기초과학실습실, 모아시뮬레이션실, 중환자 시뮬레이션실, 심화임상술기센터, 응급시뮬레이션실 등 간호학과 첨단 실습센터가 설치되어 있다. 5층엔 치위생과 전용 실습센터로 구강방사선 촬영실, 구강 영상학 실습실, 임상전단계 실습실, 마네킨 실습실, 시뮬레이션 실습실, 치과 디지털 실습실 등 현장맞춤형 실습실을 이용할 수 있다. 6층엔 바이오 메디컬 센터로 임상혈액검사실, 임상미생물 검사실, 임상화학검사실, 조직병리검사실, 임상생리 검사실/판독실, 신경계/순환계/폐기능/안과 검사실이 있으며, 예방치과 실습실도 함께 있다. 7층엔 대형 강의실인 아너스홀과 스터디룸, 열람실이 위치, 학생들이 자유롭게 이용할 수 있으며 맞은 편에 혁신지원사업단, 산학협력단 사무실이 있다.

### 포천캠퍼스
경복대학교 포천캠퍼스는 신북면에 위치하며 약 20만m2의 교지가 있다. 경성전문대학 시절부터 2006년 남양주캠퍼스가 조성되어 기능이 이전되기까지 본래 본부캠퍼스였다. 6개 건축물이 위치하고 있으며, 캠퍼스 남부 신평로를 통해 진입이 가능하다.

#### 건축물 목록
- 우당관: 대학 본부 건물로, 1층엔 우당도서관(E-열람실, 자율열람실)과 함께 행정센터, 학생상담센터가 있다. 2층엔 우당도서관(도서대출), 3층엔 작업치료과가 과거 운동치료실과 일상생활 동작실을 실습실로 썼으며, 현재 작업치료과는 남양주캠퍼스 첨단건강과학센터를 사용하고 있다. 4층엔 일반 강의실이 있으며, 5층엔 계단식 무대 공간인 우당홀과 중앙무대인 씨호크홀이 있다.

- 충효관: 충효관은 과거 간호학과가 쓰던 건물로 현재 간호학과는 서울신설동에 위치한 SERIN 센터(서울산학협력센터)과 남양주 캠퍼스의 지운관 건강간호과학센터, 기본 간호학 실습실 등을 사용중이다. 기존 간호학과가 실습하던 실습실(BNS/ CNS 센터)가 있다.

- 지운관: 학생생활관 공간으로 1층엔 카페테리아, E-라운지, 다목절홀, 헬스장이 있으며, 2층부터 남양주 캠퍼스 양덕원 기숙사와 동일하게 기숙사 공간이 위치해있다.

- 지성관: 지성관은 과거 임상병리과가 쓰던 전용 실습실 건물로, 1~3층에 모두 임상병리 실습실/연구소/강의실이 위치해있다. 5층엔 지성관 강당이 있다. 현재 임상병리과는 남양주 캠퍼스의 지운관 건물 바이오 메디컬 센터에서 실습을 진행한다.

## 같이 보기
- 전재욱
- 남양주시
- 포천시